# Khodā Dādkosh-e Soflá
Khodā Dādkosh-e Soflá (persiska: خدا دادكش سفلى) är en ort i Iran.   Den ligger i provinsen Lorestan, i den centrala delen av landet, 300 km sydväst om huvudstaden Teheran. Khodā Dādkosh-e Soflá ligger 1 667 meter över havet och antalet invånare är 123.
Terrängen runt Khodā Dādkosh-e Soflá är bergig åt sydost, men åt nordväst är den kuperad. Khodā Dādkosh-e Soflá ligger nere i en dal.Runt Khodā Dādkosh-e Soflá är det ganska glesbefolkat, med 29 invånare per kvadratkilometer. Närmaste större samhälle är Pīr Emām, 4,9 km väster om Khodā Dādkosh-e Soflá. Trakten runt Khodā Dādkosh-e Soflá består i huvudsak av gräsmarker.